# Groengele saffraangors
De groengele saffraangors (Sicalis olivascens) is een zangvogel uit de familie Thraupidae (tangaren).

## Verspreiding en leefgebied
Deze soort komt voor in zuidwestelijk Zuid-Amerika en telt 3 ondersoorten:
- Sicalis olivascens salvini: noordelijk Peru.
- Sicalis olivascens chloris: van het westelijke deel van Centraal-Peru tot noordelijk Chili.
- Sicalis olivascens olivascens: zuidoostelijk Peru, Bolivia en noordwestelijk Argentinië.